# 李若无
李若无，山西静乐人，清朝政治人物。举人出身。
李若无曾于1690年接替张庚任青浦县知县一职，1693年由王允玟接任。